# Miriam Flynn
Pour les articles homonymes, voir Flynn.
Miriam Flynn, née le 18 juin 1952 à Cleveland, dans l'Ohio, est une actrice américaine.

## Filmographie

### Comme actrice
- 1979 : To Be Announced : Telephone operator
- 1980 : The Tim Conway Show (série télévisée)
- 1980 : First Family (en)
- 1981 : Maggie (série télévisée) : Maggie Weston
- 1982 : Class Reunion : Bunny Packard
- 1983 : Mister Mom : Annette
- 1983 : Bonjour les vacances... (National Lampoon's Vacation) de Harold Ramis : Cousin Catherine
- 1984 : Her Life as a Man (TV) : Sheila
- 1986 : Help Wanted: Kids (TV) : Helen
- 1987 : Mickey and Nora (TV) : Betty
- 1987 : La Bande à Picsou ("DuckTales") (série télévisée) : Gandra Dee (voix)
- 1988 : Homesick : Mom
- 1988 : Et si on le gardait? (For Keeps?) : Donna Elliot
- 1988 : 18 Again! (en) : Betty Watson
- 1988 : Le Retour de Billy Wyatt (Stealing Home) : Mrs. Parks
- 1988 : Raising Miranda (série télévisée) : Joan Hoodenpyle
- 1989 : Super Ducktales (TV) : Gandra Dee (voix)
- 1989 : Le sapin a les boules (National Lampoon's Christmas Vacation) : Cousin Catherine Johnson
- 1990 : The Flockens (TV) : Mrs. Flocken
- 1991 : Taz-Mania, le diable de Tasmanie ("Taz-Mania") (série télévisée) : Jean Tasmanian Devil (voix)
- 1991 : Myster Mask ("Darkwing Duck") (série télévisée) : Additional Voices (voix)
- 1991 : Un homme fatal (Lonely Hearts) : Helen
- 1992 : Stand by Your Man (série télévisée) : Adrienne
- 1995 : Le Silence des innocents (Indictment: The McMartin Trial) (TV) : Judge Bobb
- 1995 : From the Mixed-Up Files of Mrs. Basil E. Frankweiler (TV) : Evelyn Kincaid
- 1995 : Babe, le cochon devenu berger (Babe) : Maa the Very Old Ewe (voix)
- 1995 : Letter to My Killer (TV) : Peronnel Director
- 1995 : What a Mess (série télévisée) : Mother
- 1996 : Malcolm & Eddie (série télévisée)
- 1996 : Carpool (en) d'Arthur Hiller : Franklin's Mom (voix)
- 1996 : Waiting for Guffman : Costume Dresser
- 1997 : The Legend of Calamity Jane (série télévisée) : Lonely Sue (voix)
- 1997 : The Land Before Time V: The Mysterious Island (vidéo) : Grandma (voix)
- 1997 : Vacances à Vegas (Vegas Vacation) : Cousin Catherine
- 1998 : The Land Before Time VI: The Secret of Saurus Rock (vidéo) : Grandma (voix)
- 2000 : Petit pied VII (The Land Before Time VII: The Stone of Cold Fire) (vidéo) : Grandma (voix)
- 2000 : Kuzco, l'empereur mégalo (The Emperor's New Groove) : Additional Voices (voix)
- 2001 : Chump Change : Bussler Waitress
- 2001 : Évolution (Evolution) : Grace
- 2001 : The Land Before Time VIII: The Big Freeze (vidéo) : Grandma (voix)
- 2001 :  Malcolm (Reese aux fourneaux) : Le prof de cuisine
- 2001-2005 : Parents à tout prix (18 épisodes) : Sœur Helen
- 2002 : Rudy à la craie (ChalkZone) (série télévisée) : Mildred "Millie" Tabootie (voix)
- 2002 : The Land Before Time IX: Journey to the Big Water (vidéo) : Diplodoeus Mom (voix)
- 2003 : The Land Before Time X: The Great Longneck Migration (vidéo) : Grandma (voix)
- 2003 : Christmas Vacation 2: Cousin Eddie's Island Adventure (TV) : Cousin Catherine Johnson
- 2005 : Darcy's Off-White Wedding : Lois
- 2005 : Un destin si fragile (Fielder's Choice) (TV) : Tante Rose
- 2011 : Bucky Larson : Super star du X : Debbie Larson

### Comme productrice
- 2003 : Black Cadillac

## Voix françaises
| - Frédérique Tirmont dans : - Le Petit Dinosaure : La Pluie d'étoiles glacées (voix) - Le Petit Dinosaure : Mo, l'ami du grand large (voix) - Le Petit Dinosaure : Les Longs-Cous et le Cercle de lumière (voix) - Le Petit Dinosaure : L'Invasion des Minisaurus (voix) - Marie-Martine dans (les séries télévisées) : - Pour le meilleur et le pire - First Murder - La Défense Lincoln - Béatrice Michel dans (les séries télévisées) : - Les Feux de l'amour - NCIS : Los Angeles | Et aussi - Céline Monsarrat dans Le sapin a les boules - Nicole Favart dans Parents à tout prix (série télévisée) - Marie-Christine Robert dans Une famille du tonnerre (série télévisée) - Nathalie Duverne dans Un destin si fragile (téléfilm) - Sylvie Genty dans Desperate Housewives (série télévisée) - Dorothée Jemma dans Bucky Larson : Super star du X - Marie-Martine Bisson dans Suburgatory (série télévisée) - Anne Plumet dans The Middle (série télévisée) - Hélène Vauquois dans Shrinking (série télévisée) |